# Phartis
Phartis (altgriechisch Φάρτις Phártis oder Φάρτη Phártē) ist in der griechischen Mythologie eine Tochter des Danaos, des Königs von Libya, von einer äthiopischen Mutter. Sie zählt daher zu den Danaiden.
Bei der Massenhochzeit der 50 Töchter des Danaos mit den 50 Söhnen des Aigyptos, bei der das Los über die Paarbildungen entschied, wurde ihr Eurydamas, der Sohn einer phönikischen Mutter, als Gemahl zugewiesen. Wie all ihre Schwestern mit Ausnahme der Hypermestra tötete sie ihren Ehemann in der Hochzeitsnacht.